# Taquin
El taquin (Budorcas taxicolor) és un caprí que habita l'Himàlaia oriental. N'hi ha quatre subespècies: B. taxicolor taxicolor, el taquin de Mishmi; B. taxicolor bedfordi, el taquin daurat de Shaanxi; B. taxicolor tibetana, el taquin tibetà o de Sichuan; i B. taxicolor whitei, el taquin de Bhutan. El taquin és l'animal nacional de Bhutan.
El taquin fa de 110 a 120 cm i pot pesar més de 350 kg. Es pot trobar als boscs de bambú dels 2000 als 4500 metres i s'alimenta d'herba, poncelles i fulles. El taquin és diürn, actiu durant el dia, descansant en la calor, especialment els dies assolellats.